# Kal pri Dolah
Kal pri Dolah je naselje v Občini Litija.